# Encentrum arvicola
Encentrum arvicola är en hjuldjursart som beskrevs av Wulfert 1936. Encentrum arvicola ingår i släktet Encentrum och familjen Dicranophoridae. Inga underarter finns listade i Catalogue of Life.